# Statsløse-sagen
Statsløse-sagen er en politisk sag, der kom frem i 2011. Kernen i sagen er at danske myndigheder under Integrationsministeriet har fejlbehandlet statsløse, der er født i Danmark, med hensyn til spørgsmålet om deres ret til at opnå dansk indfødsret. Sagen medførte at statsminister Lars Løkke Rasmussen 8. marts 2011 afskedigede  integrationsminister Birthe Rønn Hornbech. 
Ulrik Dahlin og Anton Geist, de to journalister der afdækkede sagen, fik den 4. januar 2012 Cavling-prisen.

## Konventioner og behandling
Danmark har underskrevet to FN-konventioner, der har forbindelse til sagen. 
Den ene konvention er konvention af 30. august 1961 om begrænsning af statsløshed, som Danmark tiltrådte i 1977.
Denne konvention giver 18-21-årige statsløse, født og opvokset i Danmark, ret til dansk indfødsret.
Den anden konvention der også har betydning i sagen er FN's Børnekonvention fra 1989 der giver samme ret til statsløse børn under 18 år.
Ifølge konventionerne ville godt 460 unge statsløse have ret til dansk indfødsret, dvs. dansk statsborgerskab.
De statsløse har typisk palæstinensisk baggrund.
Omkring 30 afslag kendes.
Konventionen lægger også op til at personer, som Politiets Efterretningstjeneste (PET) vurderer, er "til fare for rigets sikkerhed" har ret til statsborgerskab.
De danske myndigheder havde tidligere givet afslag på ansøgninger og i ti år undladt at informere om denne ret. Da sagsbehandlinger har stået på i ti år, er det ikke blot foregået, mens Birthe Rønn Hornbech har været integrationsminister, men også mens Rikke Hvilshøj og Bertel Haarder har været ministre. I Poul Nyrup Rasmussens regeringsperiode var ansvaret for behandlingen af ansøgninger om statsborgerskab placeret i justitsministeriet, men der er endnu ikke fremkommet eksempler på, at der i denne periode er givet afslag på ansøgninger fra den gruppe, der er omfattet af konventionen.

## Sag i ministeriet
Den 16. oktober 2008 havde nordiske embedsmænd et møde, hvor FN-konventionen af 1961 var på dagsordenen, og hvor information om de nordiske landes praksis blev udvekslet.
I december 2008 bad det danske intergrationsministerium Sverige om en vurdering af, hvordan de håndterede FN-konventionen af 1961.
Den 18. december besvarede den svenske departementsråd Gunnar Hermanson forespørgslen med, at svensk medborgerskab kunne opnås af statsløse under 20 år med en erklæring.
Den 1. marts 2011 udtalte to anonyme embedsmænd fra Integrationsministeriet, angiveligt uafhængigt af hinanden, at Hornbech tre gange i perioden august 2008 til januar 2010 var blevet orienteret om, at ministeriets praksis var i strid med FN-konventionen. I januar 2009 afgav ministeren alligevel en instruks om at fortsætte den hidtidige praksis.

## Sag i Folketinget
I januar 2010 blev Folketingets Indfødsretsudvalg orienteret om at en gruppe statsløse indfødsretsansøgere fejlagtigt var behandlet efter de gældende regler fra 2008, og det blev angivet, at der ville blive rettet op på fejlen. Det blev der så for en gruppe af ansøgerne (35) i efteråret 2010, da Folketinget behandlede det andet af de to årlige lovforslag om indfødsretsmeddelelse (lovforslag L38). Til lovforslaget, der som sædvanligt omfattede over 1000 personer fremsendte Integrationsminister Birthe Rønn Hornbech et ændringsforslag, som tildelte 35 unge statsløse palæstinensere indfødsret. Dansk Folkepartis ordfører Søren Krarup argumenterede imod ændringsforslaget.
Ved 2. behandling af lovforslaget i Folketinget fik folketingsmedlemmet fra SF Hanne Agersnap en fornemmelse af, at der muligvis ikke alene var tale om en beklagelig fejl, der nu blev rettet, men at der var tale en bevidst fejlbehandling af sagerne. På et spørgsmål fra Jesper Langballe (DF) om ministeren dog ikke ville besinde sig, svarede Hornbech, at det netop var det hun havde gjort, og at der derfor ville komme en hel del sager, der skulle behandles ved de kommende lovforslag om indfødsretsmeddelelse. Agersnap ønskede ikke at forstyrre vedtagelsen af L38, så den ikke nåede igennem Folketinget i 2010, men ønskede også at sagen efterfølgende fik større opmærksomhed i offentligheden. Sagens omfang (at der var tale om konventionsstridig sagsbehandling, som skiftende ministre havde været vidende om) begyndte dog først at tegne sig, da Information i midten af januar 2011 tog sagen op.
Anton Geist var (dec. 2010) blevet kontaktet af Agersnap der forklarede, at hun havde studset over Hornbechs bemærkning om "besindet sig". .
Journalisterne var derefter begyndte at grave i sagen.
Under et samråd om sagen, hvor primært Johanne Schmidt Nielsen (EL), og også Hanne Agersnap forsøgte at få at vide hvor længe ministeren havde været klar over, at der var alvorlige sagsbehandlingsfejl, afsluttede Hornbech med ordene: "Jeg slukker for min mikrofon nu, og jeg tænder den ikke igen", da ministeren mente, at hun havde svaret på alle spørgsmål. Denne opførsel blev betegnet som "helt grotesk" af professor i offentlig ret ved CBS Claus Haagen Jensen.
Hornbech brugte ord som "kortslutning" og "skyklapper" i forbindelse med embedsmænd i Indfødsretskontoret. Embedsmændenes fagforeninger svarede igen da Akademikernes Centralorganisation udtalte: "Det er klar ansvarsforflygtigelse".

## Undersøgelser
I februar 2011 ønskede oppositionen en uvildig undersøgelse af sagen, men den 19. februar udtalte Simon Emil Ammitzbøll fra Liberal Alliance at han ikke så behov for sådan en undersøgelse, da han har tillid til, at ministeriet selv retter op på sagen, og uden stemmer fra dette parti er der ikke flertal.
| „ | Det er bagvendt, at den minister, der har løst problemet, skal gøres til skurken, når tre tidligere ministre har siddet, mens der blev fejladministreret. | “ |
|   | — Simon Emil Ammitzbøll |   |

Ifølge statsminister Lars Løkke Rasmussen havde han bedt Hornbech om at udarbejde et notat indeholdende en redegørelse for sagen.
Den 24. februar meddelte det konservative medlem af Folketingets præsidium, Helge Adam Møller, at han ønskede en uvildig undersøgelse hvis ikke Hornbechs egen redegørelse gav fyldestgørende svar.
Notatet skulle foreligge på to uger, men den 25. februar blev der flertal i Folketinget for et ønske om hurtigere redegørelse efter at tre løsgængere og oppositionen krævede det.
Den 8. marts 2011 blev Integrationsministerens notat offentliggjort, og umiddelbart efter meddelte Statsministeren, at Birthe Rønn Hornbech var udtrådt af regeringen.

## Statsløsekommissionen
Senere var der arbejde omkring et kommissorium til en undersøgelseskommission der skal afdække sagen. 
Denne kommission skal undersøge ikke bare sagen i integrationsministeriet, men også statsministeriets rolle og perioden for undersøgelsen skal trække sig helt tilbage til 1991, hvor Danmark ratificerede FN's Børnekonvention.
Kommissionen blev nedsat i august 2011 og kom til at bestå af landsdommer Peter Buhl (formand), professor Karsten Revsbech og advokat Claus Søgaard-Christensen. Udspørger blev Poul Heidmann.
Arbejdet begyndte i oktober 2011 og et sekretariat blev etableret i november/december 2011.
Kommissionen anmodede om materiale og havde indtil november 2012 modtaget cirka 70.000 sider.
Afhøringer er foregået siden december 2012.
Blandt de afhørte er justitisminister Frank Jensen, integrationsministrene Bertel Haarder, Rikke Hvilshøj og Birthe Rønn Hornbech og statsministrene Anders Fogh Rasmussen og Lars Løkke Rasmussen.
Også en række departementschefer og personer fra Indfødsretskontoret skal afhøres.
I 2014 forlød det at kommissionen ville blive forsinket og først forventede at kunne afgive sin forklaring i foråret 2015.

## Ligheder med Tamilsagen
Sagen har visse ligheder med Tamilsagen, da der i begge sager er tale om, at personer, der har haft baggrund i udlandet, ikke har fået den behandling, de havde krav på.
I tilfældet med Tamilsagen var der dog tale om at en minister, daværende justitsminister Erik Ninn-Hansen, gav direkte ordre til en ulovlig procedure.
I statsløse-sagen er det endnu uklart, hvad ministerens rolle har været. 
Ydermere er der ikke tale om en fejlbehandling under een minister, som i Tamilsagen, men under adskillige. 
FN-konvention af 1961 har været kendt i regeringen, da den er nævnt i lovbemærkninger i 2004, 2005 og 2008. De anonyme oplysninger fra to embedsmænd øgede imidlertid ifølge eksperter i statsret muligheden for, at Hornbech kunne tiltales i en rigsretssag.
Integrationsministeriets departementschef, Claes Nilas, var i øvrigt ministersekretær, da justitsminister Erik Ninn-Hansen (K) ulovligt nægtede tamiler familiesammenføring. Ministeren fik en fængselsdom, men Nilas blev ikke plettet af sagen.

## Yderligere sager
Sagen om de statsløse, der hovedsageligt havde palæstinesisk baggrund, fik også fokus på en anden gruppe personer i Danmark der havde problemer med deres statsborgerskab.
Det drejede sig om kurdere fra Syrien, der ifølge deres egen opfattelse var statsløse, mens de danske myndigheder behandlede dem som om de havde syrisk statsborgerskab.
En af sagerne var om den 20-årige Sozda Abdalla der havde tabt sit danske fremmedpas og blev nægtet nyt pas af de danske myndigheder.
Informations dækning af sagen fik Udlændingeservice til i oktober 2011 at lægge op til en større omregistrering af de syriske kurdere.
Ved ansøgning om statsborgerskab giver Politiets Efterretningstjeneste (PET) en vurdering af om personen er "til fare for rigets sikkerhed". Muligheden for at få anke i sagen er stærkt begrænset og rammer ikke bare statsløse.
Ved de halvårlige lovforslag drejer det sig typisk om 3 til 5 personer, der bliver fjernet fra lovforslaget foranlediget af PET.
Flere politikere mente at situationen udgjorde et retsikkerhedsmæssigt problem og en form for ankeinstans burde indføres.